# Charles Masson
John Lewis alias Charles Masson (Londen, 16 februari 1800 – Edmonton, 5 november 1853) was een Brits avonturier, antiquariër, numismaat en inlichtingenagent. Vanuit Kaboel en Jalalabad onderzocht hij tientallen sites in Afghanistan en groef hij bij Baghram een antieke stad op die hij correct identificeerde als Alexandrië in de Kaukasus.

## Leven
Lewis groeide op in het Noord-Londense Woodford Wells. Hij leerde Frans en Italiaans en op school in Walthamstow ook Grieks en Latijn. Daarna werkte hij enige tijd als klerk, maar na een ruzie met zijn vader, die een zaak dreef in de City of London, vertrok hij in 1822 overzee. Hij nam dienst bij de Bengal European Artillery, onderdeel van het leger van de Britse Oost-Indische Compagnie. Vermoedelijk uit drang naar avontuur deserteerde in juli 1827 te Agra. Aangezien hij hiervoor de doodstraf riskeerde, verzon hij de naam Charles Masson als nieuwe identiteit. 

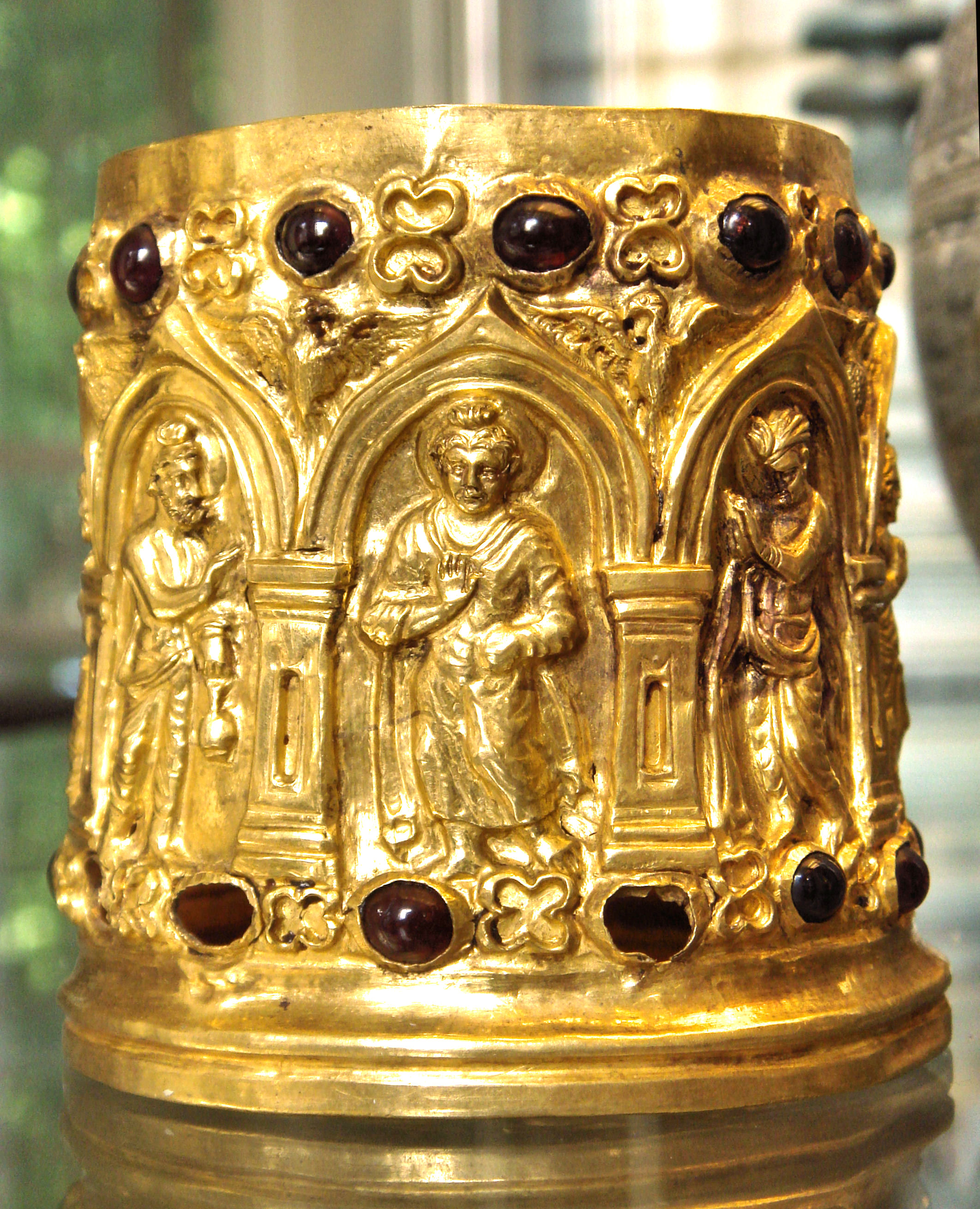
Gouden reliekhouder verworven door Masson in Bimaran voor vijf roepies. Dit Greco-boeddhistische kunstwerk wordt gedateerd in de 1e eeuw en bevat de oudste weergave van Boeddha in Afghanistan.

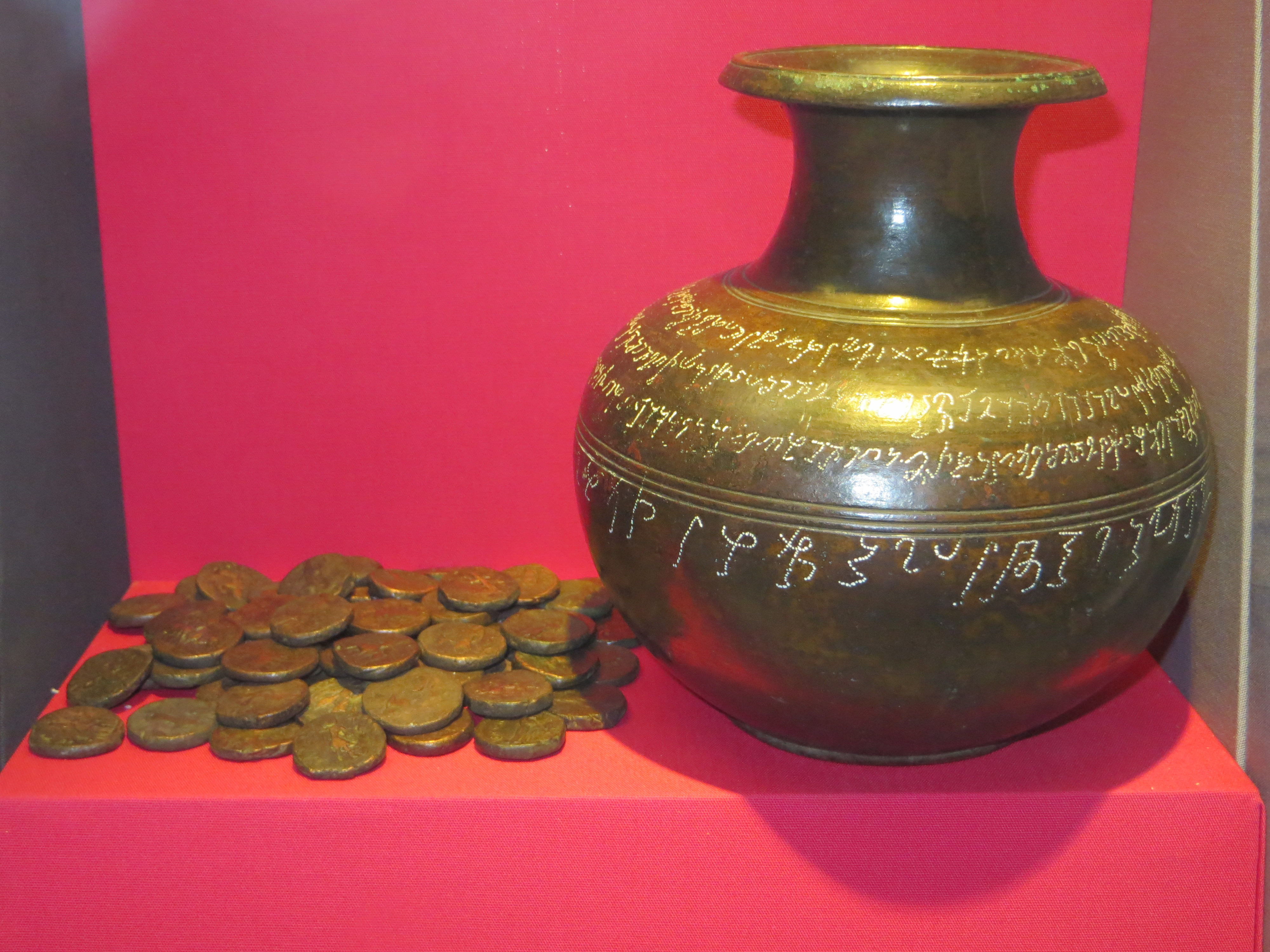
De 2e-eeuwse Wardakvaas en met een inscriptie in het Kharoshthi.

Met een kompaan trok hij te voet door de Tharwoestijn naar Bahawalpur, buiten Britse jurisdictie. De volgende vijf jaar zwierf hij door Centraal-Azië en het Midden-Oosten. Hij had geen geld en leefde van gastvrijheid, die nog aanmerkelijk toenam van zodra hij zich begon uit te geven voor hadji, sayyid of zelfs Afghaanse prins. Vaak deed hij zich ook voor als chirurgijn. Hij werd enkele keren beroofd en liep verschillende ziektes op (dysenterie, trismus, malaria, wellicht reumatoïde arthritis). 
In 1829 exploreerde hij Harappa, dat hij vanwege zijn fascinatie voor Alexander de Grote voor Sagala nam. Zich voordoend als Amerikaan, ontmoette hij te Tabriz de Britse gezant John Campbell (1799-1870), die hem de volgende jaren geld gaf om opgravingen te doen. In juni 1832 vestigde Masson zich in Kaboel. Hij vergezelde de troepen van Haji Khan naar Bamyan, maar kon weinig meer doen dan de site bezoeken. Op eigen houtje begon de autodidact het volgende jaar opgravingen te doen in de omgeving, gedekt door een zoon van emir Dost Mohammed Khan. Hij won het vertrouwen van de lokale bewoners, die hij betaalde voor antiquiteiten. Ze brachten hem naar de site van Baghram, waar hij Alexandria in de Kaukasus hoopte te vinden. Boud richtte hij een verzoek om financiering aan de East India Company in Bombay, die hem eind 1833 de som van 1500 roepies toezegde. Tot 1838 zou hij tot jaarlijks betaald worden in ruil voor het overdragen van zijn vondsten. In die periode ondernam hij een vijftigtal opgravingen van stoepa's en andere sites, en verzamelde hij ongeveer 60.000 munten.
Ondertussen begon de Britse agent Claude Martin Wade [en] naspeuringen te doen naar zijn identiteit. Zijn alias kraakte en in maart 1835 deelden de Britten Masson koudweg mee dat hij benoemd was om – tegen een bescheiden salaris – inlichtingen te verzamelen. De straf die hij riskeerde liet hem weinig andere keuze dan te aanvaarden, temeer daar hem een koninklijk pardon in het vooruitzicht werd gesteld. De nieuwe functie beknotte echter zijn mogelijkheden voor archeologisch onderzoek, nog versterkt doordat de regio in beroering kwam. In 1837 werd zijn directe superieur Wade vervangen door Alexander Burnes. Deze overspeelde zijn hand en deed Dost Mohammed Khan het Russische kamp kiezen. 
Ontgoocheld namen Burnes en Masson ontslag en reisden ze naar Peshawar. Kort voordien nam Masson in Shahbazgarhi nog een gedetailleerd afschrift van een rotsinscriptie. Het resultaat werd enkele jaren later gepresenteerd in Londen en bleek een edict van Ashoka in het Kharoshthi te zijn. Ondertussen schreef Masson in 1839 te Sind en Karachi zijn opgravingen en wedervaren neer. Het resultaat vertrouwde hij toe aan Henry Pottinger, die in Londen een uitgever moest zoeken terwijl hij zelf vertrok naar Kaboel. Op weg passeerde hij in Qalat en voelde hij zich verplicht de Britse luitenant Loveday bij te staan toen opstandelingen hem belegerden in zijn citadel. Na een zestal dagen werden de twee Britten gevangen genomen. De rebellen droegen Masson op hun eisen over te brengen naar Quetta, maar daar werd hij als hun handlanger beschouwd en opgesloten. Hij zat vast tot hij in januari 1841 werd vrijgepleit. 
Het had hem verbitterd en dat gevoel groeide nog toen hij vernam dat Engelse uitgevers zijn boek als te kritisch beschouwden en publicatie weigerden. In Karachi zette hij zich aan het uitzuiveren van de tekst. Vervolgens keerde hij terug naar Londen, waar hij in maart 1842 toekwam en zijn werk liet verschijnen. Hij probeerde vergoeding te krijgen voor zijn wederrechtelijke aanhouding en voor de kosten van zijn archeologische activiteiten, maar tevergeefs. Alleen een jaarlijks pensioen van £100 werd hem door de East India Company gegund. Tot zijn dood zou hij werken aan het publiceren van zijn bevindingen en tekeningen. In 1844 trouwde hij met de achttienjarige boerendochter Mary Ann Kilby, met wie hij twee kinderen kreeg. In 1847 probeerde hij zijn replicamunten te verkopen, die hij had mogen behouden. Hij stierf in 1853 door een plotse hersenaandoening.
Hoewel Masson terecht de omstandigheden had bekritiseerd die leidden tot de Eerste Brits-Afghaanse Oorlog, viel zijn harde taal slecht bij tijdgenoten. Velen deden hem af als een deserteur en een spion. Mede daardoor zijn zijn archeologische bijdragen lange tijd niet naar waarde geschat. Veel van zijn documenten waren verloren gegaan in Qalat en ook de collecties die dankzij hem in het India Museum belandden, raakten op een slordige manier verspreid. Wat overblijft bevindt zich hoofdzakelijk in het British Museum en in de British Library.

## Publicaties

### Artikelen
- "Memoir on the ancient coins found at Beghrām, in the Kohistān of Kābul" in: Journal of the Asiatic Society of Bengal, 1834, p. 153-175
- "Second memoir on the ancient coins found at Beghrām, in the Kohistān of Kābul" in: Journal of the Asiatic Society of Bengal, 1836, p. 1-28
- "Third memoir on the ancient coins discovered at a site called Beghrām in the Kohistān of Kābul" in: Journal of the Asiatic Society of Bengal, 1836, p. 537-548
- "Suggestions on the sites of Sangala and the altars of Alexander, being an extract from notes of a journey from Lahore to Karychee, made in 1830" in: Journal of the Asiatic Society of Bengal, 1837, p. 57-61
- "Narrative of an excursion from Peshawar to Shah-Baz Garhi" in: Journal of the Royal Asiatic Society, 1846, p. 292-302
- "Route from Seleucia to Apobatana, according to Isidorus of Charax" in: Journal of the Royal Asiatic Society, 1850, p. 97-124

### Boeken
- Narrative of Various Journeys in Balochistan, Afghanistan and the Panjab, 3 dln., 1842
- Narrative of a Journey to Kalat. Including an Account of the Insurrection at that Place in 1840, and a Memoir on Eastern Balochistan, 1843
- Legends of the Afghan Countries, 1848

## Voetnoten
1. ↑  Errington 2017a, p. 13
2. ↑  Richardson 2021, p. 29-30
3. ↑  Richardson 2021, p. 102

- Biblioteca Nacional de España: XX881694
- Bibliothèque nationale de France: cb13518303f (data)
- Gemeinsame Normdatei: 1035784483
- International Standard Name Identifier: 0000 0000 8404 8677
- Library of Congress Control Number: n86112875
- Nationale Bibliotheek van Israël: 987010304973205171
- Nederlandse Thesaurus van Auteursnamen: 242993036
- Système universitaire de documentation: 028645693
- Virtual International Authority File: 103648004
- WorldCat: E39PBJhrYY9mkWDMYKDxgb7rbd